# Torre Blanca (Sitges)
La Torre Blanca, també coneguda com a Casa Casimir Barnils, és un edifici situat al passeig Marítim de Sitges (Garraf), inclòs a l'Inventari del Patrimoni Arquitectònic de Catalunya.

## Història
Es tracta d'una de les primeres obres projectades per l'arquitecte Josep Maria Martino i Arroyo (1881-1957) per al conjunt de Terramar, un projecte de ciutat-jardí impulsat el 1919 pel financer Francesc Armengol i Duran. L'edifici era propietat de l'empresari publicitari Casimir Barnils i Moner.

## Descripció
És un edifici aïllat, format per soterrani, planta baixa i pis, amb un cos central més elevat, de dos pisos. La façana principal, de composició simètrica, presenta un sòcol de pedra i, a la planta baixa, un cos avançat amb tres obertures allindades de grans dimensions, una de les quals dona accés a l'habitatge a través d'un porxo amb cinc esglaons. A la part superior d'aquest pis hi ha un terrat amb balustrada. El primer pis presenta una obertura centrada d'arc carpanell i dues als costats, allindanades. El cos superior té una finestra triple allindanada.
La composició de la façana posterior és similar a la de la principal, llevat del cos d'accés, amb terrassa superior que només ocupa el cos central.